# 曹彪
曹彪（195年—251年），字朱虎，三國时曹操之子，母孙姬。

## 生平
建安二十一年（216年），封壽春侯。黃初二年（221年），升為汝陽公。黃初三年（222年），升弋陽王，同年又升吳王。黃初四年（224年），改封壽春縣。黃初七年（226年），魏明帝即位，徙封白馬。太和六年（232年）改封楚王。
嘉平三年（251年），曹彪與王凌通謀起事对抗掌握魏国實權的司马氏，最后在六月被司马懿賜死。享年五十七歲。妃及諸子皆免為庶人，徙平原。曹彪官屬以下及監國謁者坐知情無輔導之義之罪，皆伏誅。國除為淮南郡。此為壽春三叛的第一次叛亂。

## 兒子
正元元年，皇帝曹髦下诏赦免曹彪家人，封曹彪原世子曹嘉为常山真定王。西晋建立后，曹嘉改封高邑公，官东莞郡太守。与石崇相友善，吏部郎李重启称其在魏宗室中才干、学识次于曹志、曹翕，但德行过之。

## 逸聞
- 有一次，曹彪參與曹丕的宴會，朱建平為曹彪看相，說：「您將統領藩邦，五十七歲時有刀兵之災。要妥善預防。」
- 曹植作品《贈白馬王彪》的對象，正是曹彪。
- 曹彪也喜歡好文學，常常以賈洪為師，對待他比對待三公還尊敬。

## 评价
- 司馬懿以曹芳的名義指控曹彪“作籓于外，不能祗奉王度，表率宗室，而谋于奸邪，乃与太尉王凌、兖州刺史令狐愚构通逆谋，图危社稷，有悖忒之心，无忠孝之意。宗庙有灵，王其何面目以见先帝？朕深痛王自陷罪辜，既得王情，深用怃然。有司奏王当就大理，朕惟公族甸师之义，不忍肆王市朝，故遣使者赐书。王自作孽，匪由于他，燕剌之事，宜足以观。王其自图之！”“故楚王彪，背国附奸，身死嗣替，虽自取之，犹哀矜焉。”（《三国志卷二十·魏书·武文世王公传第二十》）
- 陈寿：“魏氏王公，既徒有国土之名，而无社稷之实，又禁防壅隔，同於囹圄；位号靡定，大小岁易；骨肉之恩乖，常棣之义废。为法之弊，一至于此乎！”（《三国志卷二十·魏书·武文世王公传第二十》）
- 鱼豢：“楚王彪有智勇。”
- 钟嵘：“白马与陈思答赠，伟长与公干往复，虽曰以莛扣钟，亦能闲雅矣。”（《诗品》）
- 胡应麟：“诗未有三世传者，既传而且煊赫，仅曹氏操、丕、睿耳。然白马名存钟《品》，则彪当亦能诗。又任城武力绝人，仓舒智慧出众。阿瞒何徳，挺育多才？生子如此，孙仲谋辈讵足道哉！ ”（《诗薮》）

## 相關人物
- 王凌
- 令狐愚
- 賈洪

## 藝術形象

### 影視
- 電視劇《大軍師司馬懿之軍師聯盟》（2017年）：達來哈里呼

### 動漫
- 漫畫《火鳳燎原》（陳某）:設定於赤壁之戰篇後以年幼版本登場。

## 延伸阅读
[在维基数据编辑]
 《三國志·卷20》，出自陳壽《三國志》